# گیر رونینگ
گیر رونینگ (به انگلیسی: Geir Rönning) (زاده ۵ نوامبر ۱۹۶۲) خواننده ، ترانه‌سرا فنلاندی است.
او در مسابقه آواز یوروویژن ۲۰۰۵ نماینده فنلاند بود.